# Tammie Jo Shults
Tammie Jo Shults (nascida Bonnell; c. 1962) é uma piloto capitão norte-americana de companhias aéreas comerciais e aviadora naval aposentada. Conhecida por ser uma das primeiras mulheres piloto de caças tácticos da Marinha dos Estados Unidos, depois do seu serviço no activo ela tornou-se num piloto da Southwest Airlines. Em 17 de abril de 2018, como capitã do voo 1380, ela pousou em segurança um Boeing 737 depois de a aeronave sofrer uma falha de motor devido a detritos, o que provocou uma descompressão explosiva.